# Río Salado (vattendrag i Spanien, Kastilien-La Mancha)
Río Salado är ett vattendrag i Spanien.   Det ligger i provinsen Provincia de Guadalajara och regionen Kastilien-La Mancha, i den centrala delen av landet, 100 km nordost om huvudstaden Madrid.